# Redhefferjeva matrika
Redhefferjeva matrika je kvadratna nesimetrična binarna matrika, ki ima za elemente {\displaystyle a_{ij}=1\!\,}, če {\displaystyle i\!\,} deli {\displaystyle j\!\,} ali, če je {\displaystyle j=1\!\,}, v ostalih primerih pa je {\displaystyle a_{ij}=0\!\,}. 
Imenuje se po ameriškem matematiku Raymondu Moosu Redhefferju (1921–2005).

## Determinanta
Determinanta Redhefferjeve matrike {\displaystyle R_{n}\!\,} reda {\displaystyle n\!\,} je enaka Mertensovi funkciji {\displaystyle M(n)\!\,}.

## Zgled
{\displaystyle R_{12}=\left[{\begin{smallmatrix}1&1&1&1&1&1&1&1&1&1&1&1\\1&1&0&1&0&1&0&1&0&1&0&1\\1&0&1&0&0&1&0&0&1&0&0&1\\1&0&0&1&0&0&0&1&0&0&0&1\\1&0&0&0&1&0&0&0&0&1&0&0\\1&0&0&0&0&1&0&0&0&0&0&1\\1&0&0&0&0&0&1&0&0&0&0&0\\1&0&0&0&0&0&0&1&0&0&0&0\\1&0&0&0&0&0&0&0&1&0&0&0\\1&0&0&0&0&0&0&0&0&1&0&0\\1&0&0&0&0&0&0&0&0&0&1&0\\1&0&0&0&0&0&0&0&0&0&0&1\end{smallmatrix}}\right]\!\,.}

## Značilnosti
Redheffer je dokazal, da je število lastnih vrednosti Redhefferjeve matrike reda {\displaystyle n\!\,} enakih 1 za {\displaystyle n>1\!\,} enako:
{\displaystyle a(n)=n-\lfloor \operatorname {lb} n\rfloor -1\!\,,}
kjer je {\displaystyle \lfloor \circ \rfloor \!\,} funkcija (spodnji) celi del, {\displaystyle \operatorname {lb} \circ \!\,} (označen tudi {\displaystyle \operatorname {ld} \!\,} ali {\displaystyle \lg \!\,}) pa dvojiški logaritem. Prve vrednosti enotskih lastnih vrednosti so (OEIS A083058):
1, 0, 1, 1, 2, 3, 4, 4, 5, 6, 7, 8, 9, 10, 11, 12, 13, 14, 15, 16, 17, 18, 19, 20, 21, ...
Za enotske lastne vrednosti velja:
{\displaystyle a(n)=\sum _{k=0}^{n-1}{\frac {1+(-1)^{C_{k}}}{2}},\quad (n>1)\!\,,}
kjer je {\displaystyle C_{k}\!\,} {\displaystyle k\!\,}-to Catalanovo število.